# Reino indogriego

Territorios del Reino indogriego, conformados por los territorios de Sirkao, Sialkot, Alejandría del Cáucaso indio, Saketa, Pataliputra y Matura.

El Reino Indogriego, también llamado históricamente Reino de Yavana (Yavanarajya), fue un estado grecobudista surgido tras las conquistas de Alejandro Magno como un desprendimiento del Reino Grecobactriano. Tal estado cubrió, como su nombre lo indica, varias partes noroccidentales y septentrionales del subcontinente indio.
El llamado Reino Indogriego, dominado por una minoría de origen griego y acechado por poderosos enemigos, no llegó a mantener una unidad monolítica sino que se vio fragmentado repetidas veces aunque unificado por su singularidad cultural. Así, entre los años 200 a. C. y cerca del 10 d. C. fue gobernado por una sucesión de más de treinta reyes helenísticos, a menudo en conflicto el uno con el otro. Llegó a destacarse un reino indogriego cuando el rey grecobactriano Demetrio invadió India en 180 a. C. tras la caída del Imperio Maurya. A este le siguieron las importantes conquistas en territorios del Sindh y del Punyab por Apolodoto I y las incursiones en la cuenca del Ganges llevadas a cabo hacia los años 150 a. C. por Menandro I, quien llegó a atacar la importante ciudad de Pataliputra, creando así en última instancia una entidad que por su propio peso territorial y demográfico se separó del Reino grecobactriano. Se cree que la ciudad de Sagala cumplió la función de capital cosmopolita de los dominios de Menandro. Tras la muerte de este soberano el estado indogriego se dividió entre distintos reyes, siendo Filoxeno el monarca que más cerca estuvo de rememorar los tiempos de Apolodoto y Menandro.
Los griegos de la cuenca del Indo y la cuenca alta del Ganges en última instancia desaparecieron como entidad política alrededor del 10 d. C. después de las invasiones llevadas a cabo por los Indoescitas (para luego ser absorbidos estos por el Reino Indoparto y el Imperio Kushana) aunque los remanentes de población griega probablemente permanecieran por varios siglos más, tal cual se discute hoy que pueda ser el caso de las etnias actualmente llamadas kalash y nuristaní.
Durante los dos siglos de su dominio, los reyes griegos de India combinaron las lenguas griegas e indias y símbolos, como se puede observar en sus monedas, y mezclaron la cultura griega antigua, con la ―también antigua― hinduista, especialmente sus creencias religiosas (fuerte influjo del budismo) tal como lo atestiguan los restos arqueológicos de sus ciudades y en las estelas en las cuales se expresan indicaciones de su apoyo al budismo. Las políticas de sincretismo de los reyes indogriegos son perceptibles, en particular, en la difusión y la influencia de arte grecobudista. Este sincretismo cultural, junto a una acertada organización política, probablemente fueron factores importante para que los reinos indogriegos pudieran mantenerse, aunque no evitaron enfrentamientos internos entre diferentes reyes.

## Antecedentes

### Presencia griega preliminar en el subcontinente indio
En 326 a. C., Alejandro Magno conquistó la parte noroeste del subcontinente indio hasta el río Hífasis, estableció satrapías y fundó varios asentamientos, incluido Bucefala; se retiró cuando sus tropas se negaron a ir más al este. Las satrapías indias del Punjab quedaron bajo el dominio de Poros y Taxiles, quienes fueron confirmados nuevamente en el Tratado de Triparadiso en 321 a. C., y las tropas griegas restantes en estas satrapías quedaron bajo el mando del general Eudemus. Después del 321 a. C., Eudemus derrocó a Taxiles, dejó la India en 316 a. C. Al sur, otro general también gobernó sobre las colonias griegas del Indo: Pitón, hijo de Agenor, hasta su partida hacia Babilonia en 316 a. C.
Alrededor del 322 a. C., los griegos (descritos como Yona o Yavana en fuentes indias) pueden haber participado, junto con otros grupos, en el levantamiento armado de Chandragupta Maurya contra la dinastía Nanda, y haber ido hasta Pataliputra para la captura de la ciudad. El Mudrarakshasa de Visakhadatta y los Jaina hablan de la alianza de Chandragupta con el rey del Himalaya Parvatka, a menudo identificado con Poros, y según estas fuentes, esta alianza le dio a Chandragupta un ejército compuesto y poderoso compuesto por Yavanas (griegos), Kambojas, Shakas (escitas), Kiratas (nepaleses), Parasikas (persas) y Bahlikas (bactrianos) que tomaron Pataliputra.
En 305 a. C., Seleuco I condujo sin éxito un ejército al Indo para combatir contra Chandragupta Maurya que había conquistado las satrapías indias de Alejandro. La confrontación terminó con un tratado de paz y «un acuerdo de matrimonio entre parejas» (Epigamia, griego: Ἐπιγαμία), que significa un matrimonio dinástico o un acuerdo de matrimonio entre indios y griegos. En consecuencia, Seleuco cedió a Chandragupta más territorios del noroeste, posiblemente hasta Aracosia y recibió 500 elefantes de guerra, que jugaron un papel clave en la victoria de Seleuco en la Batalla de Ipso.:

Los indios ocupan en parte algunos de los países situados a lo largo del Indo, que anteriormente pertenecían a los persas: Alejandro privó a los Ariani de ellos y estableció allí sus propios asentamientos. Pero Seleuco Nicator se los dio a Sandrocottus como consecuencia de un contrato de matrimonio, y recibió a cambio quinientos elefantes.
Estrabón 15.2.1.

Se desconocen los detalles del acuerdo de matrimonio, pero dado que las extensas fuentes disponibles en Seleuco nunca mencionan a una princesa india, se cree que la alianza matrimonial fue al revés, con el propio Chandragupta o su hijo Bindusara casándose con una princesa seléucida, de acuerdo con las prácticas griegas contemporáneas para formar alianzas dinásticas. Una fuente puránica india, el Bhavishia-purana, describe el matrimonio de Chandragupta con una princesa griega (yavana), hija de Seleuco, antes de detallar con precisión la genealogía maurya temprana:

Chandragupta se casó con una hija de Suluva, el rey Yavana de Pausasa. Por lo tanto, mezcló a los budistas y los yavanas. Él gobernó por 60 años. De él, Vindusara nació y gobernó durante la misma cantidad de años que su padre. Su hijo era Ashoka
Pratisarga Parva. p. 18. Sánscrito original de los dos primeros versos: «Chandragupta Sutah Paursadhipateh Sutam. Suluvasya Tathodwahya Yavani Baudhtatapar».</ref>

Chandragupta, sin embargo, siguió el jainismo hasta el final de su vida. Llegó a su corte para casarse con la hija de Seleuco Nicator (llamada Suvarnnaksi en el Mahavamsa), y por lo tanto, mezcló a los indios y los griegos. Su nieto Ashoka, como Woodcock y otros eruditos han sugerido, «de hecho puede haber sido la mitad o al menos un cuarto de griego».
También varios griegos, como el historiador Megastenes, seguido de Deímaco y Dionisio, fueron enviados a residir en la corte Maurya.  Los regalos continuaron siendo intercambiados entre los dos gobernantes. La intensidad de estos contactos está atestiguada por la existencia de un departamento de estado Maurya dedicado para extranjeros griegos (Yavana) y persas, o los restos de cerámica helenística que se pueden encontrar en todo el norte de la India.
En estas ocasiones, las poblaciones griegas aparentemente permanecieron en el noroeste del subcontinente indio bajo el dominio Maurya. El nieto de Chandragupta, Ashoka, que se había convertido a la fe budista declaraba en los Edictos de Ashoka, escrito en piedra, algunos de ellos escritos en griego, que las poblaciones griegas dentro de su reino también se habían convertido al budismo:

Aquí, en el dominio del rey entre los griegos, los Kambojas, los Nabhakas, los Nabhapamkits, los Bhojas, los Pitinikas, los Andhras y los Palidas, en todas partes las personas siguen las instrucciones del Amado de los Dioses en Dharma.
 Edicto Nº 13 (S. Dhammika).

En sus edictos, Ashoka menciona que había enviado emisarios budistas a gobernantes griegos hasta el Mediterráneo (13.º Edicto), y que desarrolló medicina herbal en sus territorios, para el bienestar de humanos y animales. (Edicto n.º 2).
Los griegos en la India incluso parecen haber desempeñado un papel activo en la propagación del budismo, ya que algunos de los emisarios de Ashoka como Dharmaraksita, o el maestro Mahadharmaraksita, se describen en las fuentes de Pali como principales griegos ("Yona", es decir, jonios) monjes budistas, activos en el proselitismo budista (el Mahavamsa, XII). También se cree que los griegos contribuyeron al trabajo escultórico de los Pilares de Ashoka, y más en general al florecimiento del arte Maurya. Algunos griegos (Yavanas) pueden haber desempeñado un papel administrativo en los territorios gobernados por Ashoka: la inscripción en la roca Junagadh de Rudradaman registra que durante el gobierno de Ashoka, un rey/gobernador Yavana llamado Tushaspha estaba a cargo en el área de Girnar, Guyarat, mencionando su papel en la construcción de un depósito de agua.
De nuevo en 206 a. C., el emperador seléucida Antíoco dirigió un ejército al valle de Kabul, donde recibió elefantes de guerra y regalos del rey local Sophagasenus:

Él (Antíoco) cruzó el Cáucaso (el Cáucaso Indicus o Paropamisus: mod. Hindú Kush) y descendió a la India; renovó su amistad con Sophagasenus, el rey de los indios; recibió más elefantes, hasta que tuvo ciento cincuenta en total; y una vez más aprovisionó sus tropas, partió nuevamente personalmente con su ejército: dejando a Androstenes de Cyzicus el deber de llevarse a casa el tesoro que este rey había acordado entregarle.
Polibio (1962) [1889]. «11.39». Historias (Evelyn S. Shuckburgh, trad.). Macmillan, Reprint Bloomington.

### Gobierno griego en Bactria
Alejandro también estableció varias colonias en la vecina Bactria, como Alejandría del Oxus (actual Ai-Khanoum) y Alejandría del Cáucaso (Kapisa medieval, moderna Bagram). Después de la muerte de Alejandro en el 323 a. C., Bactria quedó bajo el control de Seleuco I Nicator, quien fundó el Imperio seléucida. El Reino grecobactriano fue fundado cuando Diodoto I, el sátrapa de Bactria (y probablemente las provincias circundantes) se separaron del Imperio seléucida alrededor del año 250 a. C. Las fuentes antiguas conservadas son algo contradictorias y la fecha exacta de la independencia bactriana no se ha establecido. Algo simplificado, hay una cronología alta (c. 255 a. C.) y una cronología baja (c. 246 a. C.) para la secesión de Diodoto. La alta cronología tiene la ventaja de explicar por qué el rey seléucida Antíoco II emitió muy pocas monedas en Bactria, ya que Diodoto se habría independizado allí a principios de su reinado. Por otro lado, la baja cronología, desde mediados de los años 240 a. C., tiene la ventaja de conectar la secesión de Diodoto I con la Tercera Guerra Siria, un conflicto catastrófico para el imperio seléucida.

Diodoto, el gobernador de las mil ciudades de Bactria (en latín: Teodoto, mille urbium Bactrianarum praefectus), desertó y se proclamó rey; todas las demás personas de Oriente siguieron su ejemplo y se separaron de los macedonios.
Marco Juniano Justino 41.4.

El nuevo reino, altamente urbanizado y considerado como uno de los más ricos de Oriente (opulentissimum illud mille urbium Bactrianum imperium «El extremadamente próspero imperio bactriano de las mil ciudades».), iba a seguir creciendo en poder y expandiéndose territorialmente hacia el este y el oeste:

Los griegos que provocaron la revuelta de Bactria se hicieron tan poderosos debido a la fertilidad del país que se convirtieron en dueños, no solo de Ariana, sino también de la India, como dice Apolodoro de Artemita: y ellos sometieron a más tribus que Alejandro. Sus ciudades eran Bactra (también llamada Zariaspa, a través de la cual fluye un río que lleva el mismo nombre y desemboca en el Oxus), y Darapsa, y varias otras. Entre estos estaba Eucratidia, que lleva el nombre de su gobernante.
Estrabón 11.11.1

Cuando el gobernante de la vecina Partia, el antiguo sátrapa y autoproclamado rey Andragoras, fue derrotado por Arsaces, el surgimiento del Imperio Parto cortó a los greco-bactrianos el contacto directo con el mundo griego. El comercio terrestre continuó a un ritmo reducido, mientras que el comercio marítimo entre el Egipto griego y Bactria se desarrolló.
Diodoto fue sucedido por su hijo Diodoto II, que se alió con los Partos de Arsaces en su lucha contra Seleuco II:

Poco después, aliviado por la muerte de Diodoto, Arsaces hizo las paces y concluyó una alianza con su hijo, también llamado Diodoto; Algún tiempo después luchó contra Seleuco que vino a castigar a los rebeldes, y prevaleció: los partos celebraron este día como el que marcó el comienzo de su libertad.
Marco Juniano Justino 41.4.

Eutidemo, un griego magnesio según Polibio, y posiblemente sátrapa de Sogdiana, derrocó a Diodoto II alrededor del año 230 a. C. y comenzó su propia dinastía. El control de Eutidemo se extendió a Sogdiana, yendo más allá de la ciudad de Alejandría Escate, fundada por Alejandro Magno en Fergana:

Y también sostuvieron Sogdiana, situada sobre Bactriana hacia el este, entre el río Oxus, que forma el límite entre los bactrianos y los sogdianos, y el río Iaxartes. Y el Iaxartes también forma el límite entre los sogdianos y los nómadas.
Estrabón 11.11.2

Eutidemo fue atacado por el gobernante seléucida Antíoco III alrededor del año 210 a. C. Aunque comandaba a 10 000 jinetes, Eutidemo inicialmente fue derrotado batalla en las cercanías del río Ario y tuvo que retirarse. Luego resistió con éxito un asedio de tres años en la ciudad fortificada de Bactra (Balkh moderno), antes de que Antioco finalmente decidiera reconocer al nuevo gobernante y ofrecer una de sus hijas al hijo de Eutidemo Demetrio alrededor del 206 a. C. Los relatos clásicos también relatan que Euthidemo negoció la paz con Antioco III al sugerir que merecía crédito por derrocar al rebelde Diodoto, y que estaba protegiendo el Asia Central de las invasiones nómadas gracias a sus esfuerzos defensivos:

...porque si no cedía a esta demanda, ninguno de los dos estaría a salvo: viendo que grandes hordas de nómadas estaban cerca, que eran un peligro para ambos; y que si los admitieran en el país, sin duda sería completamente barbarizado.

Tras la partida del ejército seléucida, el reino bactriano parece haberse expandido. En el oeste, las áreas en el noreste de Irán pueden haber sido anexadas, posiblemente hasta en Partia, cuyo gobernante había sido derrotado por Antíoco el Grande. Estos territorios posiblemente son idénticos a las satrapías bactrianas de Tapuria y Traxiana.
Al norte, Eutidemo también gobernó Sogdiana y Fergana, y hay indicios de que desde Alejandría Escate los greco-bactrianos pueden haber liderado expediciones hasta Kashgar y Ürümqi en el Turquestán Chino, lo que llevó a los primeros contactos conocidos entre China y Occidente alrededor de 220 a. C. El historiador griego Estrabón también escribe que:

…extendieron su imperio incluso hasta la frontera con los Seres (chinos) y los frinios
Estrabón, 11.11.1

Se han encontrado varias estatuillas y representaciones de soldados griegos al norte de Tien Shan, a las puertas de China, y se exhiben hoy en el museo de Xinjiang en Urumqi.
También se han sugerido influencias griegas en el arte chino (Hirth, Rostovtzeff). Los diseños con flores de roseta, líneas geométricas e incrustaciones de vidrio, que sugieren influencias helenísticas, se pueden encontrar en algunos espejos de bronce de la dinastía Han.
La numismática también sugiere que algunos intercambios tecnológicos pueden haber ocurrido en estas ocasiones: los greco-bactrianos fueron los primeros en el mundo en emitir monedas de cuproníquel (relación 75/25), una aleación que solo los chinos conocían en ese tiempo bajo el nombre de «cobre blanco» (algunas armas del período de los Reinos combatientes eran de aleación de cobre y níquel). La práctica de exportar metales chinos, en particular hierro, para el comercio está atestiguada alrededor de ese período. Los reyes Eutidemo, Eutidemo II, Agatocles y Pantaleón hicieron estas emisiones de monedas alrededor del año 170 a. C. y, alternativamente, se ha sugerido que un mineral de cobre níquel era la fuente de las minas en Anarak. El cobre-níquel no se volvería a utilizar en la acuñación hasta el siglo XIX.
La presencia de los chinos en el subcontinente indio desde la antigüedad también es sugerida por los relatos de las "Ciñas" en el Mahabharata y el Manu Smriti.
El explorador y embajador de la dinastía Han, Zhang Qian, visitó Bactria en 126 a. C. e informó de la presencia de productos chinos en los mercados de Bactria:

Cuando estaba en Bactria (Daxia)», informó Zhang Qian, «vi cañas de bambú de Qiong y telas hechas en la provincia de Shu (territorios del suroeste de China). Cuando le pregunté a la gente cómo habían obtenido esos artículos, respondían: "Nuestros comerciantes los compran en los mercados de Shendu (India)"». (Shiji 123, Sima Qian, trad. Burton Watson)

A su regreso, Zhang Qian informó al emperador chino Han Wudi sobre el nivel de sofisticación de las civilizaciones urbanas de Fergana, Bactria y Partia, quienes se interesaron en desarrollar relaciones comerciales con ellos:

El Hijo del Cielo al escuchar todo esto razonó así: Ferganá (Dayuan) y las posesiones de Bactria (Daxia) y Partia (Anxi) son países grandes, llenos de cosas raras, con una población que vive en residencias fijas y se dedica a ocupaciones algo idénticas con las del pueblo chino, y otorgando un gran valor a los ricos productos de China.
(Hanshu, antiguo historiador Han)

Una serie de emisarios chinos fueron enviados a Asia Central, lo que desencadenó el desarrollo de la Ruta de la Seda desde finales del siglo II a. C.
El emperador indio Chandragupta, fundador de la dinastía Maurya, reconquistó el noroeste de la India tras la muerte de Alejandro Magno alrededor del 322 a. C. Sin embargo, mantuvo contactos con sus vecinos griegos del Imperio seléucida, estableció una alianza dinástica o el reconocimiento del matrimonio entre griegos e indios (descrito como un acuerdo sobre Epigamia en fuentes antiguas) y varios griegos, como el historiador Megastenes, residieron en la corte Maurya. Posteriormente, cada emperador Maurya tuvo un embajador griego en su corte.
El nieto de Chandragupta, Ashoka, se convirtió a la fe budista y se convirtió en un gran proselitista en la línea del tradicional canon Pali del budismo Theravada, dirigiendo sus esfuerzos hacia los mundos indio y helenístico desde alrededor del año 250 a. C. Según los Edictos de Ashoka, escritos en piedra, algunos de ellos escritos en griego, envió emisarios budistas a las tierras griegas en Asia y hasta el Mediterráneo. Los edictos nombran a cada uno de los gobernantes del mundo helenístico de la época.
La conquista de Dharma se ha ganado aquí, en las fronteras, e incluso a seiscientas yojanas (4,000 millas) de distancia, donde el rey griego Antiochos gobierna, más allá de donde los cuatro reyes llamados Ptolomeo, Antigonos, Magas y Alejandro gobiernan, también en al sur entre los Cholas, los Pandyas y hasta Tamraparni.

La conquista de Dharma se ha logrado aquí, en las fronteras, e incluso a seiscientas yojanas (4,000 millas) de distancia, donde el rey griego Antioco gobierna, más allá de donde los cuatro reyes llamados Ptolomeo, Antigonos, Magas y Alejandro gobiernan, también en el al sur entre los Cholas, los Pandyas y hasta Tamraparni.
(Edictos de Ashoka, 13º Edicto de la Roca, S. Dhammika)

Algunas de las poblaciones griegas que habían permanecido en el noroeste de la India aparentemente se convirtieron al budismo:

Aquí, en el dominio del rey entre los griegos, los Kambojas, los Nabhakas, los Nabhapamkits, los Bhojas, los Pitinikas, los Andhras y los Pálidas, en todas partes las personas siguen las instrucciones del Amado de los Dioses en Dharma.
Edictos de Ashoka, 13º Edicto de la Roca, S. Dhammika)

Además, según fuentes de Pali, algunos de los emisarios de Ashoka eran monjes budistas griegos, lo que indicaba estrechos intercambios religiosos entre las dos culturas:

Cuando el thera (anciano) Moggaliputta, el iluminador de la religión del Conquistador (Ashoka), puso fin al (tercer) consejo... envió theras, uno aquí y otro allá: ... y a Aparantaka (los "Países Occidentales" correspondientes a Gujarat y Sindh) envió al griego (Yona) llamado Dhammarakkhita... y al thera Maharakkhita que envió al país de los Yona.
Mahavamsa  XII.

Los greco-bactrianos probablemente recibieron estos emisarios budistas (al menos Maharakkhita, "El Gran Salvado", que fue «enviado al país de los Yona») y de alguna manera toleraron la fe budista, aunque quedan pocas pruebas. En el siglo II d. C., el dogmático cristiano Clemente de Alejandría reconoció la existencia de sramanas budistas entre los bactrianos ("Bactrianos" que significa ‘griegos orientales’ en ese período), e incluso su influencia en el pensamiento griego:

Así, la filosofía, algo de la más alta utilidad, floreció en la antigüedad entre los bárbaros, arrojando luz sobre las naciones. Y luego llegó a Grecia. Los primeros en sus filas fueron los profetas de los egipcios; y los caldeos entre los asirios; y los druidas entre los galos; y las Sramanas entre los Bactrianos (Σαρμαναίοι Βάκτρων); y los filósofos de los celtas; y los Magos de los persas, que predijeron el nacimiento del Salvador, y entraron en la tierra de Judea guiados por una estrella. Los indios gimnosofistas también están en el número, y los otros filósofos bárbaros. Y de estos hay dos clases, algunas llamadas Sramanas (Σαρμάναι), y otras Brahmins (Βραφμαναι).
Clemente de Alejandría Stromata I.15.

### Ascenso de los Shunga (185 a.C.)
En la India, la dinastía Maurya fue derrocada alrededor del 185 a. C. cuando Pushyamitra Shunga, el comandante en jefe de las fuerzas imperiales Maurya y un brahmán, asesinó al último de los emperadores Maurya, Brihadratha. Pushyamitra Shunga se autoproclamo rey y estableció el Imperio Shunga, que extendió su control hasta el oeste del Punjab.
Fuentes budistas, como el Ashokavadana, mencionan que Pushyamitra fue hostil hacia los budistas y supuestamente persiguió a la fe budista. Un gran número de monasterios budistas (viharas) supuestamente se convirtieron en templos hindúes, en lugares como Nalanda, Bodhgaya, Sarnath o Mathura. Si bien las fuentes seculares establecen que el hinduismo y el budismo estaban en competencia durante este tiempo, con los Shungas prefiriendo lo primero a lo segundo, historiadores como Etienne Lamotte y Romila Thapar argumentan que los relatos budistas de la persecución por parte de los Shungas son en gran medida exagerados. Sin embargo, algunas fuentes puránicas también describen el resurgimiento del brahmanismo después de la dinastía Maurya y el asesinato de millones de budistas, como el Pratisarga Parva del Bhavishya Purana:

En este momento [después del gobierno de Chandragupta, Bindusara y Ashoka] el mejor de los brahmanas, Kanyakubja, realizó sacrificios en la cima de una montaña llamada Arbuda. Por la influencia de los mantras védicos, cuatro Kshatriyas aparecieron del yajna (sacrificio) (...) Mantuvieron a Ashoka bajo su control y aniquilaron a todos los budistas. Se dice que había 4 millones de budistas y todos fueron asesinados por armas poco comunes.
-  Pratisarga Parva

## Historia

### Naturaleza y calidad de las fuentes
Algunas fuentes narrativas han sobrevivido durante en la mayor parte del mundo helenístico, al menos de los reyes y las guerras; esto le falta a la India. La principal fuente grecorromana de los indo-griegos es Marco Juniano Justino, quien escribió una antología extraída del historiador romano Pompeyo Trogo, quien a su vez escribió, de fuentes griegas, en la época de Augusto César. Además de estas docenas de oraciones, el geógrafo Estrabón menciona la India algunas veces en el curso de su larga disputa con Eratóstenes sobre la forma de Eurasia. La mayoría de estos son reclamos puramente geográficos, pero él menciona que las fuentes de Eratóstenes dicen que algunos de los reyes griegos conquistaron más que Alejandro; Estrabón no le cree en esto, ni cree que Menandro y Demetrio, hijo de Eutidemo, conquistaron más tribus que Alejandro. Hay media historia sobre Menandro en uno de los libros de Polibio que no nos ha llegado intacto.
Hay fuentes literarias de la India, que van desde la Milinda-pañja, un diálogo entre un sabio budista Nagasena y nombres Indianizados que puede estar relacionado con reyes indo-griegos como Menandro I. Los nombres en estas fuentes están constantemente indigenizados, y existe cierta controversia sobre si, por ejemplo, Dharmamitra representa a "Demetrio" o si es un príncipe indio con ese nombre. También hubo una expedición china a Bactria por Chang-k'ien bajo el emperador Wu de Han, registrada en los Registros del Gran Historiador y el Libro de los últimos Han, con evidencia adicional en el Libro de los Han posteriores; la identificación de lugares y pueblos detrás de las transcripciones al chino es difícil, y se han propuesto varias interpretaciones alternativas.
Posiblemente, la inscripción de Yavanarajya, fechada en el siglo I a. C., sugiera otra evidencia de la influencia más amplia y prolongada de los indo-griegos. Menciona Yavanas, un término que se deriva de «jonios», y que en ese momento probablemente significa ‘indo-griegos’.

### Expansión de Demetrio en India
Demetrio I, el hijo de Eutidemo es generalmente considerado como el rey greco-bactriano que inició la expansión griega en la India. Por lo tanto, es el fundador del reino indo-griego. Se desconocen las verdaderas intenciones de los reyes griegos en la ocupación de la India, pero se cree que la eliminación del Imperio Maurya por los Shunga alentó en gran medida esta expansión. Los indo-griegos, en particular Menandro I, de quien se dice en la Milindapanha se convirtió al budismo, posiblemente también recibieron la ayuda de budistas indios.
Hay una inscripción del reinado de su padre que ya aclama oficialmente a Demetrio como victorioso. También tiene una de las pocas fechas absolutas en la historia indo-griega: después de que su padre retuvo a Antíoco III durante dos años, 208-6 a. C., el tratado de paz incluyó la oferta de un matrimonio entre Demetrio y la hija de Antíoco. Monedas de Demetrio I se han encontrado en Aracosia y en el valle de Kabul; esta última sería la primera entrada de los griegos en la India, como la definieron. También hay evidencia literaria para una campaña hacia el este contra los Seres y losFrinios; pero el orden y la datación de estas conquistas es incierto.
Demetrio I parece haber conquistado el valle de Kabul, Aracosia y quizás Gandhara; no acuñó monedas indias, por lo que sus conquistas no penetraron tanto en la India o murió antes de poder consolidarlas. En sus monedas, Demetrio I siempre lleva el casco de elefante usado por Alejandro, que parece ser una muestra de sus conquistas indias. Bopearachchi cree que Demetrio recibió el título de «Rey de la India» después de sus victorias al sur del Hindú Kush. También se le dio, aunque quizás solo a título póstumo, el título Ἀνίκητος ("Aniketos", lit. Invencible) un título de culto de Heracles que Alejandro había asumido; los reyes indo-griegos posteriores Lysias, Polixeno y Artemidoro también lo ostentaron. Finalmente, Demetrio pudo haber sido el fundador de una era de Yavana recién descubierta, que comenzó en 186/5 a. C.

#### Primer sistema monetario bilingüe y multirreligioso
Después de la muerte de Demetrio, los reyes bactrianos Pantaleón y Agatocles acuñaron las primeras monedas bilingües con inscripciones indias encontradas tan al este como Taxila, por lo que en su época (c. 185-170 a. C.) el reino bactriano parece haber incluido Gandara. Estas primeras monedas bilingües usaron la escritura Brahmi, mientras que los reyes posteriores generalmente usarían Karosti. También llegaron a incorporar deidades indias, interpretadas de diversas maneras como deidades hindúes o Budistas. También incluyeron varios dispositivos indios (león, elefante, toro cebú) y símbolos, algunos de ellos budistas, como el árbol en la barandilla. Estos símbolos también se pueden ver en las monedas post-mauryas de Gandara.
Las monedas hindúes de Agatocles son pocas pero espectaculares. Seis dracmas de plata estándar de la India fueron descubiertos en Ai-Khanoum en 1970, estas tenían representaciones de deidades hindúes. Estos son los primeros Avatares de Vishnu: Balarama-Sankarshana con atributos que consisten en la maza Gada y el arado, y Vasudeva-Krishna con los atributos Vishnu de Shankha (una caja o caracola en forma de pera) y la rueda Sudarshana Chakra. Estos primeros intentos de incorporar la cultura india fueron preservados sólo en parte por los reyes posteriores: todos continuaron acuñando monedas bilingües, pero las deidades griegas seguían siendo frecuentes. Sin embargo, los animales indios, como el elefante, el toro o el león, posiblemente con connotaciones religiosas, se usaron ampliamente en sus monedas cuadradas estándar de la India. Las ruedas budistas (Dharmachakras) todavía aparecen en las monedas de Menandro I y Menandro II.
Varios reyes bactrianos siguieron después de la muerte de Demetrio, y parece probable que las guerras civiles entre ellos hicieron posible que Apolodoto I (desde c. 180/175 a. C.) hacerse independiente como el primer rey indo-griego propio (que no gobernó desde Bactria). Se han encontrado grandes cantidades de sus monedas en India, y parece que reinó en Gandara y en el oeste de Punjab. Apolodoto I fue sucedido o gobernó junto con Antímaco II, probablemente el hijo del rey bactriano Antimaco I.

### Reinado de Menandro I
El siguiente rey indogriego importante fue Menandro (c. 165/155 a. C.), que ha sido descrito como el más grande de los reyes indogriegos; sus monedas se encuentran hasta el este de Punjab. Menandro parece haber comenzado una segunda ola de conquistas, y dado que él ya gobernó en la India, parece probable que las conquistas más orientales fueron hechas por él. Así, desde 161 a. C. en adelante Menandro fue el gobernador de Punjab hasta su muerte en el año 130 a. C. Menandro hizo de Sagala su capital, y después de la conquista de la región de Punjab realizó una expedición por el norte de la India y llegó a la capital Maurya, Patna. Poco después, Eucratides I rey de Bactriana comenzó a luchar con los indogriegos en la frontera noroeste.
Según Apolodoro de Artemita, citado por Estrabón, el territorio indogriego incluyó durante un tiempo las provincias costeras indias de Sindh y posiblemente Guyarat. Sin embargo, con los métodos arqueológicos, el territorio indo-griego solo puede confirmarse desde el valle de Kabul hasta el este de Punjab, por lo que la presencia griega en el exterior probablemente fue de corta duración o inexistente.
Algunas fuentes también afirman que los indogriegos pueden haber llegado a la capital de los Shunga, Pataliputra, en el noreste de la India. Sin embargo, la naturaleza de esta expedición es motivo de controversia. Una teoría es que los indogriegos fueron invitados a unirse a una redada dirigida por reyes indios locales por el río Ganges. La otra es que fue una campaña probablemente realizada por Menandro. Independientemente de que parezca que Pataliputra si fue capturada, no fue retenida ya que la expedición se vio obligada a retirarse, probablemente debido a guerras en sus propios territorios.
El importante rey bactriano Eucratides parece haber atacado el reino indogriego a mediados del siglo II a. C. Un Demetrio, llamado «Rey de los indios», parece haber enfrentado a Eucratides en un asedio de cuatro meses, según informó Marco Juniano Justino, pero finalmente fue derrotado.
En cualquier caso, Eucratides parece haber ocupado territorio hasta el Indo, entre ca. 170 a. C. y 150 a. C. Sus avances fueron finalmente reclamados por el rey indogriego Menandro I.
Se considera que Menandro fue probablemente el rey indogriego más exitoso y el conquistador del territorio más grande. Los hallazgos de sus monedas son los más numerosos y más extendidos. Menandro también es recordado en la literatura budista, donde se le llama Milinda, y se describe en el Milinda Panha como un converso al budismo, se convirtió en un arhat cuyas reliquias fueron consagradas de una manera que recuerda al Buda. También introdujo un nuevo tipo de moneda, con Athena Alkidemos (‘protectora del pueblo’) en el reverso, que fue adoptada por la mayoría de sus sucesores en el este.
Después de la muerte de Menandro, su imperio se redujo considerablemente debido a la aparición de nuevos reinos y repúblicas dentro de sus territorios en la India. Las entidades más eminentes que se secesionaron fueron la República Yaudheya y las Arjunayanas, que comenzaron a acuñar monedas mencionando victorias militares. Junto con la evidencia numismática, la inscripción en la roca Junagadh de Rudradaman detalla las conquistas del Rey Saka Rudradaman I de los sátrapas occidentales sobre la República Yaudheya, reafirmando su independencia del Imperio de Menandro.
Desde mediados del siglo II a. C., los escitas, a su vez empujados por los Yuezhi que estaban completando una larga migración desde la frontera de China, comenzaron a invadir Bactria desde el norte. Alrededor de 130 a. C., el último rey greco-bactriano Heliocles probablemente fue asesinado durante la invasión y el reino greco-bactriano propiamente dicho dejó de existir. Los partos probablemente también jugaron un papel en la caída del reino bactriano.
Sin embargo, no hay registros históricos de los acontecimientos en el reino indogriego después de la muerte de Menandro alrededor del 130 a. C., ya que los indogriegos se aislaron del resto del mundo grecorromano. La historia posterior de los estados indogriegos se reconstruye casi por completo a partir de análisis arqueológicos y numismáticos.